# Os Nossos Dias
Os Nossos Dias é uma telenovela portuguesa. Foi exibida originalmente de 16 de setembro de 2013 a 8 de abril de 2016, na RTP1. Os Nossos Dias aposta histórias atuais e humanas do quotidiano de gente comum no Portugal contemporâneo. Uma vez que apresenta poucas cenas gravadas no exterior, foi apresentada como sendo uma telenovela low-cost.
A telenovela começou por ser exibida entre o meio-dia e as 13h. A 6 de janeiro de 2014, mudou de horário, passando a ser exibida às 14h15, após o Jornal da Tarde. A segunda temporada estreou a 7 de abril de 2015 e do seu elenco fazem parte alguns atores que acabaram o contrato de exclusividade com os canais privados (SIC e TVI), como são os casos de Sara Barradas e Luísa Cruz. A exibição original da telenovela terminou no dia 8 de abril de 2016, após cerca de 2 anos e meio de exibição, em duas temporadas. A 1 de fevereiro de 2021, a primeira temporada da telenovela começou a ser reposta, na RTP1, ao início da tarde, substituindo a reposição da série Filha da Lei. Em 2023, começou a ser exibida na RTP Memória.

## Sinopse
Pessoas que têm de enfrentar a falta de emprego, a dificuldade em pagar uma casa, a necessidade de emigrar para procurar trabalho, mas que recusam baixar os braços e lutam para ter uma vida melhor, seguindo as tendências de mudança na nossa sociedade, encontrando novas formas de trabalhar, diferentes modelos de habitação e apostando no crescimento da inovação e do empreendedorismo.

### 1.ª temporada
Marta Brito (Anabela Teixeira), uma mãe solteira e humilde, se esforça por dar uma vida sem privações às suas duas filhas. Mas quando se sabe que a filha mais nova, Beatriz (Sara Mestre), tem um problema de saúde raro e grave tudo muda na vida desta família. Susana (Sofia Arruda), a outra filha de Marta, resolve procurar Rodrigo Macedo Gouveia (Pedro Laginha), o pai da irmã, um homem abastado que pode pagar a operação no estrangeiro de que Beatriz precisa. Rodrigo, que nem sequer sabia que tinha uma filha, aceita pagar a operação, mas em troca exige ficar com a guarda da criança. Marta fica então no maior dilema da sua vida: para salvar a filha, não tem outro remédio senão abdicar dela. Depois de se divorciar da sua própria mulher, Luísa (Carla Maciel), por ela, Rodrigo acabará por se servir de Beatriz para, de forma tortuosa, conseguir reaproximar-se de Marta. Porém, o regresso a Portugal do seu primo Gabriel (Sérgio Praia) dificultar-lhe-á os planos. Gabriel também se apaixonará por Marta, tornando-se rival do primo no amor, ao mesmo tempo que disputará com ele e com o tio (Luís Lucas) o controlo da Mob&Line, a fábrica de móveis da família Macedo Gouveia.

### 2.ª temporada
Alice Silva (Sara Barradas) tinha dois anos quando foi deixada à porta de um orfanato, “O Berço da Esperança”. Nunca se descobriu a origem daquela menina nem qualquer indício do seu passado. A única pista sobre a sua família biológica é um fio com um medalhão, que trazia ao pescoço quando foi abandonada.
No início da telenovela, Alice está entre a espada e a parede: ou regulariza a situação com o senhorio até ao final do dia ou terá de abandonar o apartamento. Desesperada, percebe que não lhe resta outra solução que não seja empenhar o medalhão de ouro, a única ligação que tem à sua família biológica e, em particular, à mãe.
Antes sequer que possa concretizar a ideia, Alice sofre um assalto e perde o seu bem mais valioso: o fio e o medalhão, que acabam por ir parar às mãos erradas.
É Emília Castilho (Luísa Cruz) quem o encontra, mais tarde, e que, ao abrir o medalhão e ver a fotografia que ele contém, dá de caras com a mulher e a criança que mandou assassinar há 23 anos. Emília chama Amadeu, o homem com quem sempre trabalhou, e exige-lhe uma explicação. Pressionado e angustiado, Amadeu acaba por confessar que não teve coragem de matar a criança. Emília, que parece não ter quaisquer escrúpulos, ordena-lhe que termine o serviço e volta a ameaçar Amadeu. Ou ele descobre o paradeiro daquela rapariga (Alice) e acaba com a vida dela ou ela manda matar o neto de Amadeu, o pequeno Rafael, de 7 anos.
Ao mesmo tempo que Emília faz o ultimato a Amadeu, Alice muda-se para a pensão deste. Amadeu passa a ser um homem assombrado, hesitando sobre o que fazer. Quando descobre que tem uma doença terminal, decide que lhe irá dizer a verdade: conta-lhe que Emília é a responsável pela morte de Júlia e que foi ele quem a matou. Sedenta de vingança, Alice procura e consegue a oportunidade de ir trabalhar para a grande cadeia de joalharias de Emília, tornando-se no braço direito da mulher de quem se quer vingar. O que Alice não contava era apaixonar-se por Guilherme (Luís Lourenço), o filho de Emília Castilho e noivo da sua antiga rival, Teresa Colaço (Patrícia Candoso).
Na trama, existirão ainda outros núcleos de personagens, como os moradores e empregados da residencial de Amadeu, os criativos da agência publicitária Dominó, os empregados da Joalharia Castilho, os taxistas da Imperial Táxis, entre outros.

## Temporadas
| Temporada | Episódios | Exibição em Portugal   | Exibição em Portugal |
| Temporada | Episódios | Estreia                | Final                |
| --------- | --------- | ---------------------- | -------------------- |
| 1         | 310       | 16 de setembro de 2013 | 6 de abril de 2015   |
| 2         | 300       | 7 de abril de 2015     | 8 de abril de 2016   |

## Elenco

### 1.ª Temporada
2013-2015
| Ator/Atriz       | Personagem      |
| ---------------- | --------------- |
| Anabela Teixeira | Marta Brito     |
| Pedro Laginha    | Rodrigo Gouveia |
| Carla Maciel     | Luísa Caetano   |
| Sérgio Praia     | Gabriel Gouveia |

### 2.ª Temporada
2015-2016
| Ator/Atriz       | Personagem         |
| ---------------- | ------------------ |
| Sara Barradas    | Alice Silva        |
| Luís Lourenço    | Guilherme Castilho |
| Luísa Cruz       | Emília Castilho    |
| Patrícia Candoso | Teresa Colaço      |

- Alexandra Leite - Conceição Ribeiro
- Amélia Videira - Elvira Rodrigues
- Ana Guiomar - Carla Rocha
- Anabela - Tatiana Rodrigues
- Carlos Cunha - Jacinto Ribeiro
- Carmen Santos - Otília Gouveia
- Cristina Areia - Amélia Rodrigues
- Daniel Martinho - Amadeu Vieira
- Débora Monteiro - Ana Duarte
- Dina Félix da Costa - Bárbara Gomes
- Duarte Gomes - David Lopes
- Eurico Lopes - "Francisco Colaço"
- Fernando Ferrão - Artur Rodrigues
- Fernando Pires - João Costa
- Filipa Gordo - Célia Castro
- Francisco Gomes - Bernardo
- Gracinda Nave - Sara Colaço
- Hélder Agapito - Ricardo Vargas
- Inês Costa - Daniela Vargas
- Isabel Figueira - Maria João
- Joana Alvarenga - "Sofia"
- João Baptista - "Edgar"
- João Maria Maneira - André Cardoso
- Joaquim Nicolau - Valdemar Damásio
- José Carlos Garcia - Alexandre Cardoso
- Laurent Filipe - Álvaro Castilho
- Leonor Alcácer - Laura Costa
- Lucas Dutra - Henrique Santos
- Luís Gaspar - Gonçalo Monteiro
- Luís Lucas - Eduardo Gouveia
- Luís Mascarenhas - Júlio Gusmão
- Luís Vicente - Manuel Costa
- Madalena Brandão - Patrícia Mendes
- Márcia Breia - Glória
- Maria Carolina - Maria do Rosário
- Maria João Abreu - Leonor Cardoso
- Marta Fernandes - Anabela Silva (Bela)
- Miguel Costa - Sidónio Carneiro
- Nuno Pardal - Nuno Amaral
- Orlando Costa - Teodoro Gusmão
- Paula Luís - Raquel
- Rita Frazão - Cecília
- Rui Luís Brás - Luís
- Rui Melo - Paulo Santos
- Sandra Faleiro - Maria Regina Trancoso
- Sara Mestre - Beatriz Brito Gouveia
- Sara Norte - Francisca Cunha Avillez
- Sisley Dias - Xavier Cardoso
- Sofia Arruda - Susana Brito
- Sofia Sá da Bandeira - Helena Cunha Avillez
- Teresa Macedo - Alexandra
- Tomás Alves - Tiago Ribeiro
- Vicente Morais - Filipe Ribeiro

### Elenco adicional 1.ª Temporada
- Afonso Vilela - Samuel
- Bruno Bravo
- Bruno Salgueiro - Wilson
- Carlos Barradas - Inspector Alves
- Carlos Mendes - Francisco Amaral (pai de Nuno)
- Elsa Valentim - Alice Gomes (mãe de Bárbara)
- Hugo Caroça - Padre
- Ivo Alexandre - Sr. Gomes
- João Maria Pinto - Padrinho de Regina
- Jorge Mota
- José Martins - Adalberto
- Manuel Moreira - Afonso
- Manuela Cassola - Hortênsia'
- Maria D'Aires - Celeste
- Miguel Mendes - Simões
- Patrícia André - Antónia
- Pedro Lacerda - Ruben
- Pedro Pernas - Inspector da PJ
- Samuel Alves - Simão
- Sofia Aparício - Simone
- Sofia de Portugal - Vitória
- Victor Emanuel - Inspector Monteiro

### Elenco adicional 2.ª Temporada
- Ana Lopes Gomes - Emília (em jovem)
- Ana Saragoça - Médica
- António Durães - Psicólogo de Álvaro
- Carla Bolito
- Carolina Brandão
- Cláudia Cadima - Natércia
- Daniel Fialho
- David Chan - Homem que assalta Alice
- Félix Lozano - Médico
- Gabriela Santana - Vânia
- Helena Ramos - Laura
- Joana de Verona - Mãe de Alice
- João Pedro Dantas
- Joaquim Teixeira
- Júlia Belard - Rute
- Lourenço Henriques - Jaime
- Lourenço Seruya - Polícia
- Maria D'Aires - Celeste Damásio
- Maria José Baião - Maria (cliente de Tiago)
- Mariana Cunha
- Miguel Mendes - Anthímio Simões
- Miguel Monteiro
- Nuno Casanovas
- Paulo Azevedo
- Sérgio Ivo
- Sofia Fernandes
- Susana Blazer - cliente de Tiago
- Tomé Ferreira
- Victor Gonçalves - Romeu Ferraz

### Participações Especiais
- Ana Moura - Ela Própria
- Cassiano Carneiro - Sabino
- Cuca Roseta - Ela Própria
- Filipe Crawford - Salvador
- Manuel Custódia - Jason
- Pedro Lacerda - Rubén
- Simone de Oliveira - Ela Própria

## Argumento
- Mário Cunha
- Catarina Bizarro
- Manuel Carneiro
- Rita Henriques
- Sara Sampaio Simões

## Audiências
- “Os Nossos Dias” estreou com 3.5% de rating e 16.7% de share, com cerca de 342 mil espectadores.[3] O último episódio da primeira temporada de “Os Nossos Dias” terminou com 4.0% de rating e 17.2% de share, com cerca de 380 mil espectadores.[4] A primeira temporada de “Os Nossos Dias” registou média de 3.8%/18.5% (quase 400.000 espectadores em média).[5]
- A segunda temporada de “Os Nossos Dias” estreou com 3.8% de rating e 19.8% de share, com cerca de 361 mil espectadores.[6] O último episódio da segunda temporada de “Os Nossos Dias” terminou com 3.0% de rating e 17.7% de share, com cerca de 285 mil espectadores.[7]

## Banda Sonora
- 1. Fizeram os dias assim - Trovante
- 2. Manhã de Primavera - Anabela
- 3. Nossos Dias - Lúcia Moniz
- 4. Os loucos estão certos - Diabo na Cruz
- 5. Não me volto a apaixonar - Romana
- 6. Quando dás um pouco mais - Sara Tavares
- 7. Eu sou taxista - Paulo Ramos
- 8. O treinador - Paulo Ramos
- 9. Excertos Valter Rolo
- 10. Tranças da Saudade - Anabela Pires
- 11. Em Off - Susana Félix

## Spin-offs
- Taxis d`Os Nossos Dias (teatro)
- Os Nossos Dias em Direto (programa especial)